# Венсан Кассель
Венса́н Кассе́ль (фр. Vincent Cassel; нар. 23 листопада 1966, Париж) — французький кіноактор.

## Життєпис
Народився 23 листопада 1966 року в Парижі, в сім'ї французького актора Жана-П'єра Касселя.
Акторську кар'єру він розпочав у Нью-Йорку, пізніше повернувся до Франції і кілька років працював у театрі Жана-Луї Барро. Там Венсан був зайнятий в кількох спектаклях.
Проривом для Касселя стала стрічка Матьє Кассовітца «Ненависть», де він зіграв «важкого» підлітка з паризьких нетрів. Потім Венсан знімався у різножанрових фільмах, таких як заплутана любовна мелодрама «Квартира» (де вперше з'явився на екрані разом з майбутньою дружиною Монікою Беллуччі), кровопролитний «Доберман», містичний трилер «Братство вовка» і спірна, може навіть жорстока «Незворотність» Гаспара Ное.
Венсан Кассель також взяв участь у кількох англомовних фільмах: «Дванадцять друзів Оушена», «Тринадцять друзів Оушена», «Ціна зради», «Іменинниця», «Жанна д'Арк», «Єлизавета», долучився до озвучування «Шрека».
У 2008 році Кассель з'явився в двох фільмах про Жака Меріна, знаменитого французького злочинця, який був у Франції «ворогом суспільства № 1» у 1970-тих роках. За гру в цьому фільмі Венсан Кассель отримав у 2009 році премію «Сезар» за найкращу чоловічу роль.

## Особисте життя
Кассель захоплюється бойовим мистецтвом капоейра — свої таланти він продемонстрував у Дванадцяти друзях Оушена.
У 2013 році актор розлучився з італійською акторкою Монікою Беллуччі, з якою був одружений протягом 14 років. Має двох дочок, Деву та Леоні.
24 серпня 2018 одружився з 21-річною моделлю Тіною Кунакі. Церемонія відбулася в комуні Бідарт на південному заході Франції, недалеко від Біарріца.
21 квітня 2019 року Венсан Каселль і його кохана Тіна Кунакі стали батьками — у пари народилася дочка.

## Фільмографія

### Актор
- 1991 — Ключі від раю / Les Clés du paradis
- 1992 — Гарячий шоколад / Hot Chocolate
- 1993 — Метиска / Métisse — Макс
- 1994 — / 3000 scénarios contre un virus
- 1994 — / Elle voulait faire quelque chose
- 1995 — / Ainsi soient-elles — Ерік
- 1995 — Джефферсон в Парижі / Jefferson à Paris — Каміль Демулен
- 1995 — Ненависть / La Haine — Вінс
- 1995 — Техніка подружньої зради / Adultère (mode d'emploi) — Бруно
- 1996 — Вихованець / L'élève — Жульєн
- 1996 — Квартира / L'Appartement — Макс
- 1997 — Доберман / Dobermann — Ян (Доберман)
- 1997 — Яким ти мене хочеш / Come mi vuoi — Паскаль
- 1998 — Єлизавета / Elizabeth — герцог Анжуйський
- 1998 — Насолода / Le Plaisir (et ses petits tracas)
- 1998 — Компроміс / Compromis
- 1999 — Непокірний / Méditerranées — Піту
- 1999 — Жанна д'Арк / Jeanne d'Arc — Жиль де Ре
- 1999 — Готель «Парадізіо» / Hotel Paradisio une maison sérieuse
- 2000 — Багряні ріки / Les Rivières pourpres — Макс Керкерян
- 2001 — Братство вовка / Le Pacte des loups — Жан-Франсуа де Моранжья
- 2001 — Шрек / Shrek (озвучування — Робін Гуд)
- 2001 — Іменинниця / Birthday Girl — Олексій
- 2001 — Читай по губах / Sur mes lèvres — Поль
- 2002 — Незворотність / Irréversible — Маркус
- 2002 — Льодовиковий період / Ice Age (озвучування — Дієго, у французькій версії перекладу)
- 2003 — День розплати / The Reckoning — де Гіз
- 2004 — Блуберрі / Blueberry, l'expérience secrète — Майк Блуберрі
- 2004 — Таємні агенти / Agents secrets — Бріссо
- 2004 — Дванадцять друзів Оушена / Ocean's Twelve — Франсуа Тулур
- 2005 — Роботи / Robots (озвучування — Родні)
- 2005 — Ціна зради / Derailed — Філіпп Ля-Рош
- 2006 — Шайтан / Sheitan — Жозеф
- 2006 — / Dérapage
- 2006 — Льодовиковий період 2 / Ice Age 2 (озвучування — Дієго, у французькій версії перекладу)
- 2007 — Тринадцять друзів Оушена / Ocean's Thirteen — Франсуа Тулур
- 2007 — Східні обіцянки / Eastern Promises — Кирило
- 2007 — Мільйон років до нашої ери 2 / Sa majesté Minor — Пан
- 2008 — Ворог держави № 1 / Mesrine: L'instinct de mort — Жак Мерін
- 2008 — Ворог держави № 1: Легенда / L'ennemi public n°1 — Жак Мерін
- 2009 — Покинута напризволяще / À Deriva — Матіас
- 2010 — Чорний лебідь / Black Swan — Томас Лерой
- 2011 — Небезпечний метод / Отто Ґрос
- 2011 — Наш день прийде / Notre jour viendra
- 2011 — Монах / The Monk — Монах Амброзіо
- 2013 — Транс / Trance — Френк
- 2014 — Красуня і чудовисько / La belle & la bête — Чудовисько
- 2014 — Номер 44 / Child 44 — Лікар Зурабін
- 2014 — Мій король / Mom roi — Джорджіо
- 2015 — Казка казок / Il racconto dei racconti — Король Стронгкліффа
- 2015 — Цей незручний момент / Un moment d'égarement — Лоран
- 2015 — Партизан / Partisan — Грегорі
- 2016 — Це всього лиш кінець світу / Juste la fin du monde — Антуан
- 2016 — Джейсон Борн / Jason Bourne — Ассет
- 2017 — Дикун / Gauguin — Voyage de Tahiti — Поль Гоген
- 2018 — Операція «Ентеббе» / Entebbe
- 2018 — Імператор Парижа / L'Empereur de Paris — Ежен Франсуа Відок
- 2018 — Дефолт / Default — директор МВФ
- 2018 — Чорна смуга / Fleuve noir — Франсуа Вісконті
- 2020 — Під водою / Underwater — Капітан
- 2023 — Три мушкетери: Д’Артаньян / Les Trois Mousquetaires: D'Artagnan — Атос
- 2023 — Астерікс і Обелікс: Шовковий шлях / Astérix et Obélix : L'Empire du Milieu — Гай Юлій Цезар
- 2023 — Три мушкетери: Міледі / Les Trois Mousquetaires: Milady — Атос
- 2024 — Саван / The Shrouds — Карш

### Продюсер
- 1997 — Лихоманка нічного шабашу / Shabbat Night Fever
- 2002 — Незворотність / Irréversible
- 2006 — Шайтан / Sheitan

### Режисер
- 1997 — Лихоманка нічного шабашу / Shabbat Night Fever

### Сценарист
- 1997 — Лихоманка нічного шабашу / Shabbat Night Fever